# حباك مقنع
الحباك المقنع (الاسم العلمي: Ploceus velatus) نوع من الطيور الصغيرة من فصيلة الحباك، متوطن في أنغولا، بوتسوانا، ليسوتو، مالاوي، موزمبيق، ناميبيا، جنوب أفريقيا، سوازيلاند، زامبيا وزيمبابوي.

## معرض صور

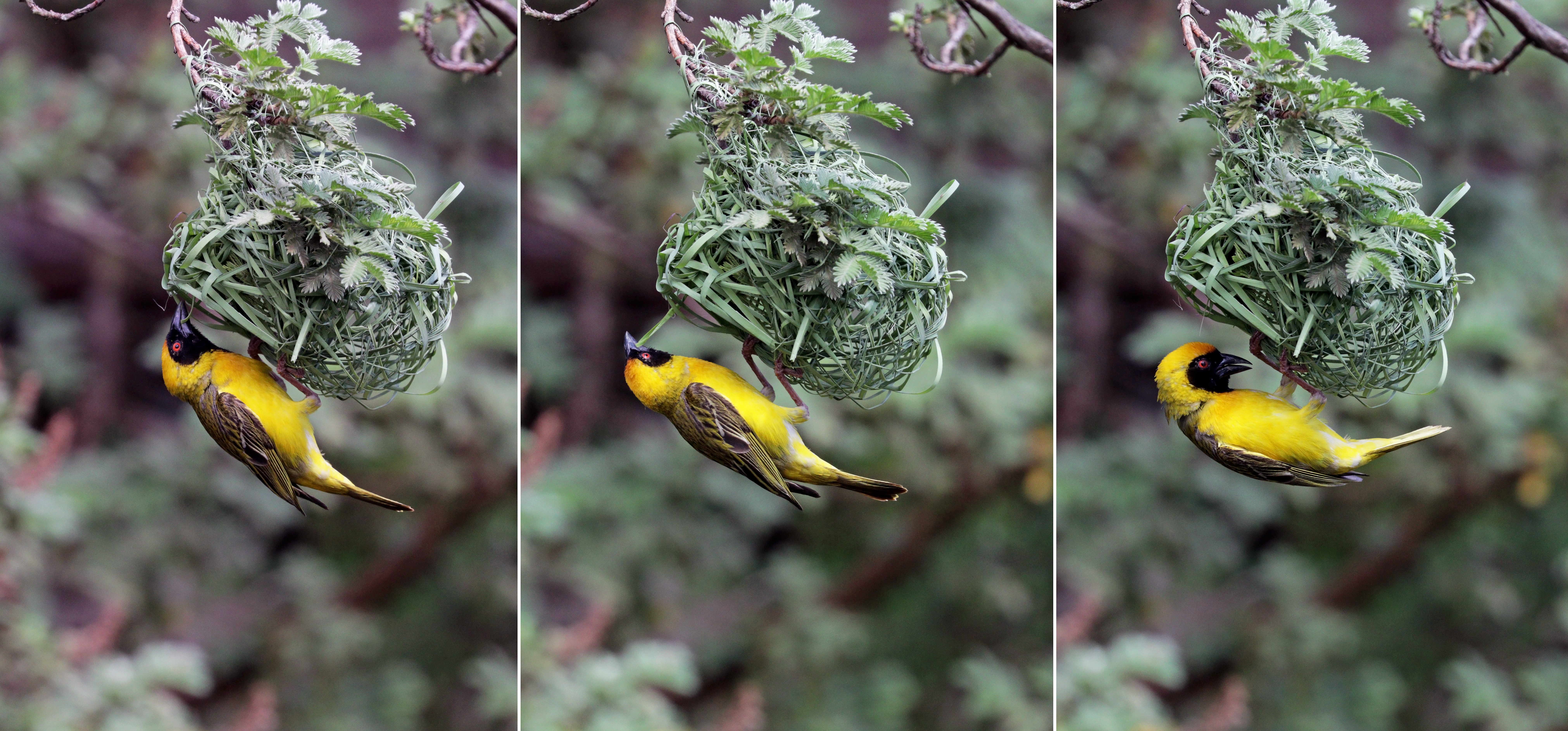
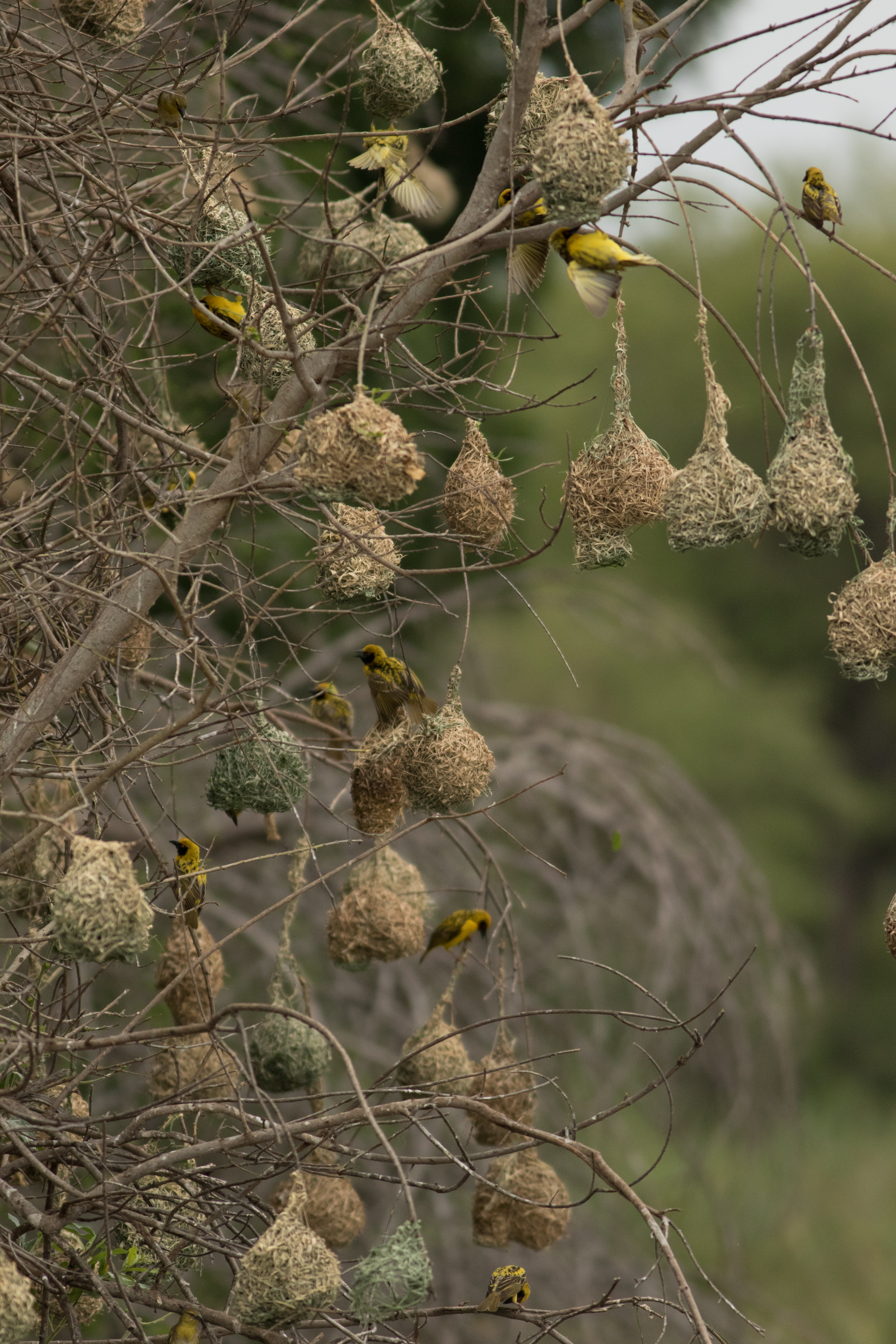
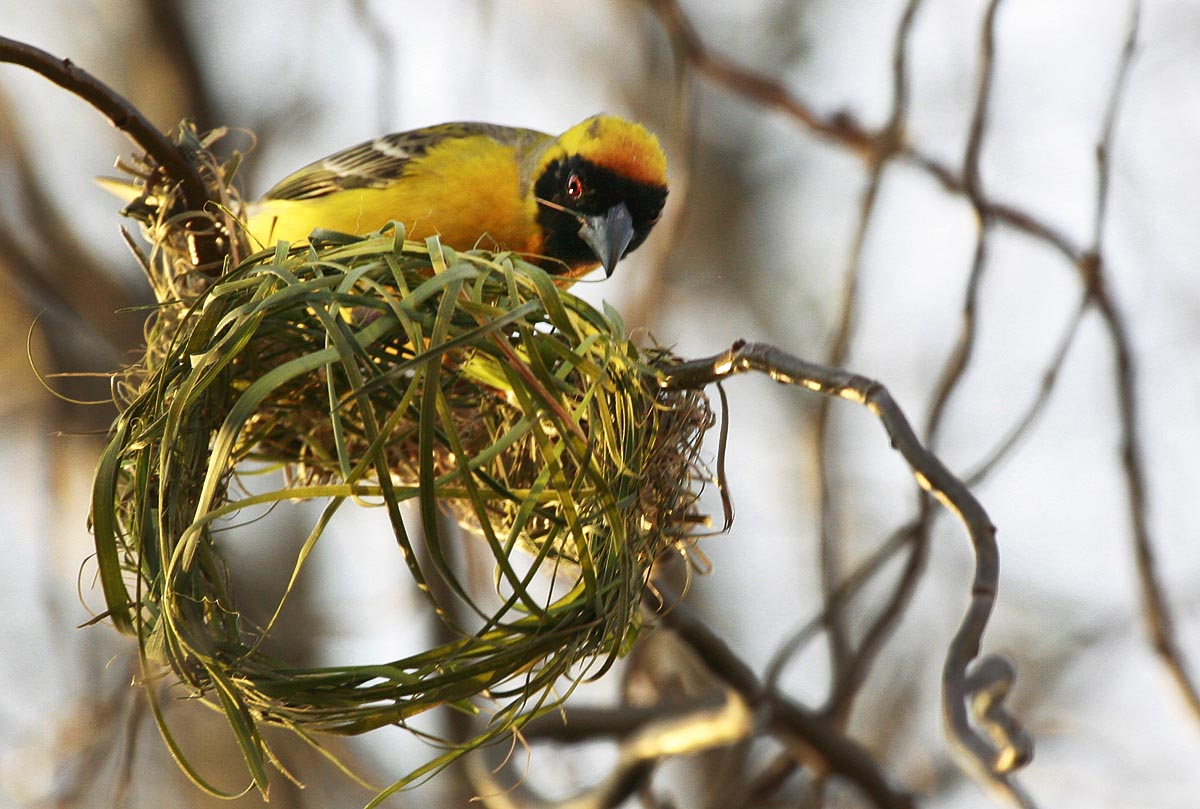
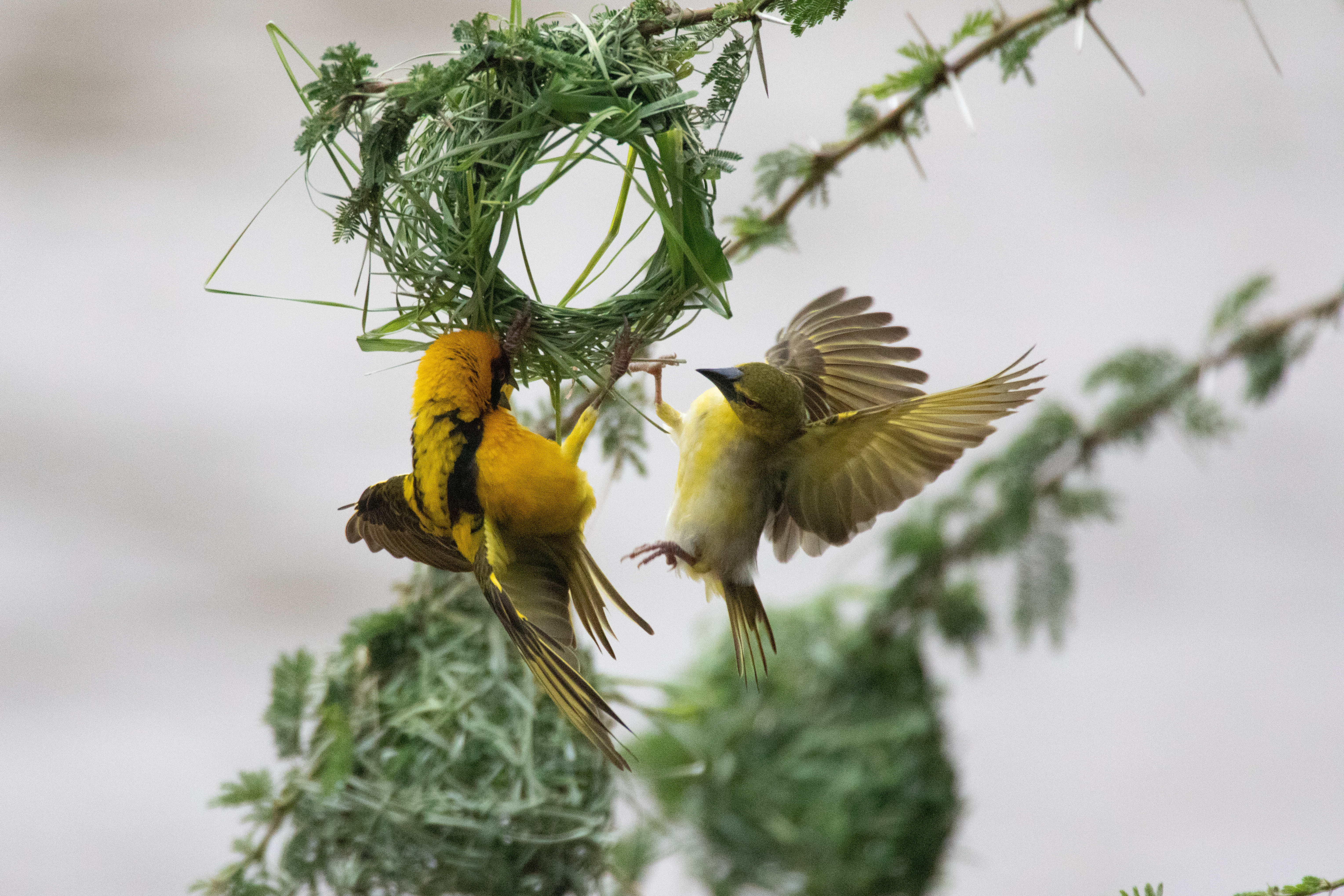